# Colocleora poliophasma
Colocleora poliophasma är en fjärilsart som beskrevs av Fletcher 1958. Colocleora poliophasma ingår i släktet Colocleora och familjen mätare. Inga underarter finns listade i Catalogue of Life.